# Temporada 2022 de Extreme E
La temporada 2022 de Extreme E fue la segunda temporada de la Extreme E, competición de automóviles todoterreno eléctricos. Comenzó el 19 de febrero y terminó el 27 de noviembre.

## Calendario
| N.º | Fecha               | Prueba           | Lugar                   |
| --- | ------------------- | ---------------- | ----------------------- |
| 1   | 19–20 de febrero    | Desert X-Prix    | Neom, Arabia Saudí      |
| 2   | 6–7 de julio        | Island X-Prix I  | Cerdeña, Italia         |
| 3   | 9–10 de julio       | Island X-Prix II | Cerdeña, Italia         |
| 4   | 24–25 de septiembre | Copper X-Prix    | Antofagasta, Chile      |
| 5   | 26–27 de noviembre  | Energy X-Prix    | Punta del Este, Uruguay |

## Equipos
| Equipo                                                | No. | Piloto                    | Rondas |
| ----------------------------------------------------- | --- | ------------------------- | ------ |
| Veloce Racing                                         | 5   | Christine GZ              | 1–4    |
| Veloce Racing                                         | 5   | Hedda Hosås               | 1      |
| Veloce Racing                                         | 5   | Molly Taylor              | 5      |
| Veloce Racing                                         | 5   | Lance Woolridge           | 1–4    |
| Veloce Racing                                         | 5   | Kevin Hansen              | 5      |
| Rosberg X Racing                                      | 6   | Johan Kristoffersson      | 1-5    |
| Rosberg X Racing                                      | 6   | Mikaela Åhlin-Kottulinsky | 1-5    |
| JBXE                                                  | 22  | Kevin Hansen              | 1–4    |
| JBXE                                                  | 22  | Fraser McConnell          | 5      |
| JBXE                                                  | 22  | Molly Taylor              | 1      |
| JBXE                                                  | 22  | Hedda Hosås               | 2–5    |
| Genesys Andretti United Extreme E                     | 23  | Catie Munnings            | 1-5    |
| Genesys Andretti United Extreme E                     | 23  | Timmy Hansen              | 1-5    |
| Xite Energy Racing                                    | 42  | Oliver Bennett            | 1      |
| Xite Energy Racing                                    | 42  | Timo Scheider             | 2–4    |
| Xite Energy Racing                                    | 42  | Ezequiel Pérez Companc    | 5      |
| Xite Energy Racing                                    | 42  | Tamara Molinaro           | 1-5    |
| Team X44 X44 Vida Carbon Racing                       | 44  | Cristina Gutiérrez        | 1-5    |
| Team X44 X44 Vida Carbon Racing                       | 44  | Sébastien Loeb            | 1-5    |
| Acciona \| Sainz XE Team                              | 55  | Carlos Sainz              | 1-5    |
| Acciona \| Sainz XE Team                              | 55  | Laia Sanz                 | 1-5    |
| McLaren XE Neom McLaren Extreme E                     | 58  | Emma Gilmour              | 1-5    |
| McLaren XE Neom McLaren Extreme E                     | 58  | Tanner Foust              | 1-5    |
| Chip Ganassi Racing GMC Hummer EV Chip Ganassi Racing | 99  | Kyle LeDuc                | 1–4    |
| Chip Ganassi Racing GMC Hummer EV Chip Ganassi Racing | 99  | RJ Anderson               | 5      |
| Chip Ganassi Racing GMC Hummer EV Chip Ganassi Racing | 99  | Sara Price                | 1-5    |
| Abt Cupra XE                                          | 125 | Jutta Kleinschmidt        | 1–4    |
| Abt Cupra XE                                          | 125 | Klara Andersson           | 4–5    |
| Abt Cupra XE                                          | 125 | Nasser Al-Attiyah         | 1-5    |

| Piloto           | Rondas |
| ---------------- | ------ |
| Hedda Hosås      | 1      |
| Klara Andersson  | 2–4    |
| Christine GZ     | 5      |
| Romain Dumas     | 1      |
| Fraser McConnell | 2–4    |
| Timo Scheider    | 5      |

## Resultados

### Campeonato de pilotos
| Pos. | Piloto                                         | DES | ISL1 | ISL2 | COP | ENE | Puntos |
| ---- | ---------------------------------------------- | --- | ---- | ---- | --- | --- | ------ |
| 1.   | Cristina Gutiérrez Sébastien Loeb              | 3   | 6    | 2    | 1   | 3   | 86     |
| 2.   | Johan Kristoffersson Mikaela Åhlin-Kottulinsky | 1   | 5    | 1    | 6   | 10  | 84     |
| 3.   | Carlos Sainz Laia Sanz                         | 2   | 4    | 4    | 2   | 7   | 66     |
| 4.   | Sara Price                                     | 4   | 1    | 7    | 4   | 6   | 55     |
| 5.   | Kyle LeDuc                                     | 4   | 1    | 7    | 4   |     | 55     |
| 6.   | Nasser Al-Attiyah                              | 8   | 9    | DSQ  | 3   | 1   | 46     |
| 7.   | Emma Gilmour Tanner Foust                      | 5   | 10   | 6    | 5   | 2   | 34     |
| 8.   | Klara Andersson                                |     |      |      | 3   | 1   | 34     |
| 9.   | Catie Munnings Timmy Hansen                    | 7   | 7    | 3    | 7   | 4   | 33     |
| 10.  | Kevin Hansen                                   | 9   | 3    | 8    | 8   | 5   | 33     |
| 11.  | Tamara Molinaro                                | 6   | 2    | 10   | 9   | 8   | 32     |
| 12.  | Hedda Hosås                                    | 10  | 3    | 8    | 8   | 9   | 25     |
| 13.  | Timo Scheider                                  |     | 2    | 10   | 9   |     | 21     |
| 14.  | Molly Taylor                                   | 9   |      |      |     | 5   | 12     |
| 15.  | Oliver Bennett                                 | 6   |      |      |     |     | 8      |
| 16.  | RJ Anderson                                    |     |      |      |     | 6   | 8      |
| 17.  | Lance Woolridge                                | 10  | 8    | 9    | 10  |     | 8      |
| 18.  | Christine GZ                                   | WD  | 8    | 9    | 10  |     | 7      |
| 19.  | Jutta Kleinschmidt                             | 8   | 9    | DSQ  | WD  |     | 6      |
| 20.  | Ezequiel Pérez Companc                         |     |      |      |     | 8   | 4      |
| 21.  | Fraser McConnell                               |     |      |      |     | 9   | 2      |

### Campeonato de equipos
| Pos. | Equipo                                                | DES | ISL1 | ISL2 | COP | ENE | Puntos |
| ---- | ----------------------------------------------------- | --- | ---- | ---- | --- | --- | ------ |
| 1.   | Team X44 X44 Vida Carbon Racing                       | 3   | 6    | 2    | 1   | 3*  | 86     |
| 2.   | Rosberg X Racing                                      | 1*  | 5*   | 1*   | 6   | 10  | 84     |
| 3.   | Acciona \| Sainz XE Team                              | 2   | 4    | 4    | 2   | 7   | 66     |
| 4.   | Chip Ganassi Racing GMC Hummer EV Chip Ganassi Racing | 4   | 1    | 7    | 4   | 6   | 63     |
| 5.   | McLaren XE Neom McLaren Extreme E                     | 5   | 10   | 6    | 5*  | 2   | 52     |
| 6.   | Abt Cupra XE                                          | 8   | 9    | DSQ  | 3   | 1   | 46     |
| 7.   | Genesys Andretti United Extreme E                     | 7   | 7    | 3    | 7   | 4   | 45     |
| 8.   | Xite Energy Racing                                    | 6   | 2    | 10   | 9   | 8   | 33     |
| 9.   | JBXE                                                  | 9   | 3    | 8    | 8   | 9   | 27     |
| 10.  | Veloce Racing                                         | 10  | 8    | 9    | 10  | 5   | 18     |